# NGC 3715
NGC 3715 (również PGC 35540) – galaktyka spiralna (Sbc), znajdująca się w gwiazdozbiorze Pucharu. Odkrył ją William Herschel 27 marca 1786 roku.